# Marco II. Sanudo

Znak Vévodství Naxos

Marco II. Sanudo (zemřel 1303) byl třetím vévodou z Naxu. V roce 1262 vystřídal svého otce Angela a vládl až do své smrti. Marco II. byl vnukem zakladatlem Egejského vévodství Marca I.
Krátce po převzetí vlády do svých rukou Marco II. ztratil některé ostrovy ve prospěch Byzantské říše, které ale znovudobyl od dvě desetiletí později, v době kdy odkázal celé původní vévodství svému synovi Guglielma I.

Mapa Vévodství Naxos